# Гаррімен (Нью-Йорк)
Гаррімен (англ. Harriman) — селище (англ. village) в США, в окрузі Орандж штату Нью-Йорк. Населення — 2714 особи (2020).

## Географія
Гаррімен розташований за координатами 41°18′32″ пн. ш. 74°8′39″ зх. д. / 41.30889° пн. ш. 74.14417° зх. д. (41.309014, -74.144033).  За даними Бюро перепису населення США в 2010 році селище мало площу 2,65 км², з яких 2,60 км² — суходіл та 0,05 км² — водойми.

## Демографія
Згідно з переписом 2010 року, у селищі мешкали 2424 особи в 990 домогосподарствах у складі 618 родин. Густота населення становила 916 осіб/км².  Було 1038 помешкань (392/км²).
Расовий склад населення:
| - 66,9 % — білих - 13,4 % — чорних або афроамериканців - 10,4 % — азіатів - 0,7 % — корінних американців - 5,2 % — осіб інших рас |

До двох чи більше рас належало 3,4 %. Частка іспаномовних становила 18,1 % від усіх жителів.
За віковим діапазоном населення розподілялося таким чином: 23,2 % — особи молодші 18 років, 66,9 % — особи у віці 18—64 років, 9,9 % — особи у віці 65 років та старші. Медіана віку мешканця становила 37,1 року. На 100 осіб жіночої статі у селищі припадало 94,4 чоловіків;  на 100 жінок у віці від 18 років та старших — 92,8 чоловіків також старших 18 років.
Середній дохід на одне домашнє господарство  становив 72 622 долари США (медіана — 61 688), а середній дохід на одну сім'ю — 78 968 доларів (медіана — 64 309). Медіана доходів становила 52 770 доларів для чоловіків та 36 250 доларів для жінок. За межею бідності перебувало 8,8 % осіб, у тому числі 15,8 % дітей у віці до 18 років та 4,3 % осіб у віці 65 років та старших.
Цивільне працевлаштоване населення становило 1545 осіб. Основні галузі зайнятості: освіта, охорона здоров'я та соціальна допомога — 22,7 %, роздрібна торгівля — 15,2 %, мистецтво, розваги та відпочинок — 12,8 %, транспорт — 11,8 %.